# Эмин Хыналыгский
Эмин Хыналыгский (азерб. Əmin Xınalıqlı) — азербайджанский поэт XVIII—XIX веков хыналыгского происхождения.

## Творчество
Эмин Хиналугский участвовал в литературном кружке Аббаскули-аги Бакиханова «Гюлистан». Поэт писал стихотворения в жанре гошма. В гошме «Getdi» («Ушёл») на фоне философских раздумий раскрываются социальные мотивы. Главным критерием существования бытия является его постоянное течение, которое приводит к видоизменению. Оно охватывает все: и природу, и жизнь человека. Согласно Эмину, если для человека жизнь приобретает самую высшую ценность, то для бытия она ценна постольку, поскольку входит в течение. И с этой точки зрения для него и человеческая жизнь, и снег, тающий с приходом весны, приобретают одинаковую ценность. Такое отношение бытия приводит к трагическому восприятию человеком своей жизни. Он сожалеет о каждом уходящем дне:

Красота гордых гор,

Пришло время, и снега растаяли,

Зима прошла, сменилась весной,

В теплом воздухе растаяла.

Получил совет у мудреца,

День прошел и жизнь стала короче,

Соловей тоскует по цветку,

Сады полные урожая пропали.

Тот, кто на стороне правды, не обманет,

Чужое богатство не украдет.

Каждому человеку в мире суждено.

Всего пять аршин бязи, сколько людей ушло, околаченных в неё.

Сколько нечестивых живет как в раю.

Правду говорю, без сомнения.

Скольких я видел голодных, беспомощных.

А многие ушли, богатства оставив.

Всевышний сам создал этот мир.

Где царствует коварство,

Если спросят Эмина из Хыналыга.

Скажите: когда-то был в этом мире, теперь нет.
Оригинальный текст (азерб.)

Təkəbbür dağların həmrahi olan

Vədə tamam oldu, qarıdı getdi,

Çəkildi zimistan, yaz bəhərləndi.

İsti havasında əridi, getdi.

Ustadın dinləyən nəsihət aldı,

Heyif, günüm keçdi, ömrüm azaldı,

Bülbül qönçə üçün zarıncı qaldı,

Bağçalar dolusu bar idi getdi.

Haqqın tərəfdarı danışmaz yalan,

Eyləməz özgənin malını talan,

Hər kəsə dünyada son nəsib olan

Beş arşın ağ idi, sarıdı getdi.

Biyarı cənnətdə iqrar imansız,

Doğrusun dəyirək, şəksiz-gümansız,

Neçələri gördüm ac dil, amansız,

Çoxları dövləti varıdı getdi.

Haqqı özü yaratdı əriş-zəmini,

Bu anlaşılmaz fitnə fellər damını,

Soruşsalar Xınalıqlı Əmini,

Deyin: bu dünyada var idi, getdi.

Во другом стихотворении Эмина главное место занимают социальные мотивы. Настроение поэта здесь тоже подавленное. Причиной является несовершенство общества, представленного на временном фоне. Лирический герой осуждает время, которое приобретает и пространственное значение. На этом пространственно-временном происходит нарушение веками складывавшихся отношений между людьми:

Невежды не знают цену разума,

О люди, что за время настало,

Увиденное не передать народу,

Тоска моего сердца обратилась в туман.

Птица моего сердца улетела,

Не смог я спасти от сплетни,

Плачу я из-за смутного времени,

Моё сердце иссохло от тоски.

Человек, считающий себя святым, не на правильном пути,

Не услышит бедняка, не поможет ему,

Невежественные не ценят мудрое слово,

Голова, тяжелее горы, превратилась в саман.

Друг, любящий справедливость, скажет правду,

Получит наставление от мудреца,

Незнающий себя, узнает ли тебя?

Жаль, стан как алиф превратился в лук.

Пение соловьёв, цветущие сады,

Упреки врага раздирают мою душу,

Эмин из Хыналыга плачет, рыдая,

Состояние мое превратилось в горе.
Оригинальный текст (азерб.)

Cahillər ahilin qədrini bilməz,

Ay ağalar, yaman zamana döndü,

Gördüyünü xalqa söyləyə bilməz,

Bu könlümün qəmi dumana döndü.

Alıcı alıcı tərlanım uçdu əlimdən,

Qurtara bilmədim fitnə-fəlindən,

Dad eylərəm çərxi-fələk əlindən,

Yandı kabab bağrım büryana döndü.

Müqəddəs sandığın doğru yol getməz,

Kasıbı dinləməz, bir kömək etməz,

Cahillər yanında sağ sözün ötməz,

Dağdan ağır başım samana döndü.

Haqqı sevən yola dost doğru gəlir,

Bir kamil ustaddan nəsihət alır,

Özünü bilməyən səni nə bilir?!

Heyif, elif qəddim kalsana döndü.

Bülbül avazlar, qönçəli bağlar,

Düşmənin tənəsi sinəmi dağlar,

Xınalıqlı Əminəm, ağ çəkib ağlar,

Heyif ola, halım yamana döndü.

У Эмина Хиналугского также состоялось состязание (ашугский турнир) с поэтом Хаджи Губинским на религиозную тему. Эмин был образованным для своего времени человеком. Резко осуждая общественный правопорядок, он мечтал совершенном обществе, где всем жилось бы счастливо. Главным мотивом творчества поэта был высокий гуманизм. 